# 천마총 유리잔
천마총 유리잔(天馬塚 琉璃盞)은 대한민국 경상북도 경주시의 국립경주박물관에 있는 신라시대의 공예품이다. 1978년 12월 7일 대한민국의 보물 제620호로 지정되었다.

## 개요
천마총은 경주 황남동고분 제155호 무덤으로 1973년 발굴을 통해 금관, 팔찌 등 많은 귀중한 유품들과 함께 천마 그림이 발견되어 천마총이라 부르게 되었다.
천마총 유리잔(天馬塚 琉璃盞)은 천마총 무덤 내에서 발견되었는데, 높이 7.4㎝, 구연부 지름 7.8㎝의 크기이다. 원래 2개가 발견되었으나 다른 하나는 복원이 불가능 할 정도로 파손되었다. 청색의 투명한 유리제로서 기포가 보이지 않고 구연부 부분 등에서 약간 은화(銀化)된 부분이 있을 뿐 높은 제작기술을 보여준다.
잔의 두께는 일정하지 않고, 구연부는 약간 밖으로 벌어져 있다. 전체 형태는 U자형을 이루며, 바닥은 원에 가까우나 닿는 자리만 안으로 불규칙하게 눌러서 세울 수 있도록 하였다. 표면에는 일정하지 않은 길이의 굵은 세로선을 그어 돌리고. 그 밑으로는 바닥만 제외하고 일정하지 않은 원형 무늬가 연속적으로 장식되어 있다. 원형 무늬는 깎아서 표현한 것이 아닌 굳어지기 전에 눌러서 만든 것이다.

## 같이 보기
- 천마총

## 참고 자료
- 천마총 유리잔 - 국가유산청 국가유산포털